# Saint-Igeaux
Saint-Igeaux (bretonisch Sant Ijo) ist eine französische Gemeinde mit 124 Einwohnern (Stand: 1. Januar 2022) im Département Côtes-d’Armor in der Region Bretagne. Sie gehört zum Arrondissement Guingamp und zum Kanton Rostrenen. Zudem ist der Ort Mitglied des 1993 gegründeten Gemeindeverbands Kreiz-Breizh. 

## Geographie
Saint-Igeaux liegt etwa 36 Kilometer südwestlich von Saint-Brieuc im Südwesten des Départements Côtes-d’Armor. An der nördlichen Gemeindegrenze verläuft das Flüsschen Corlay und mündet in den Sulon, der an der West-Grenze weiterfließt.

## Geschichte
Die Gemeinde entstand 1850 aus Teilen der Gemeinde Laniscat. 

## Bevölkerungsentwicklung

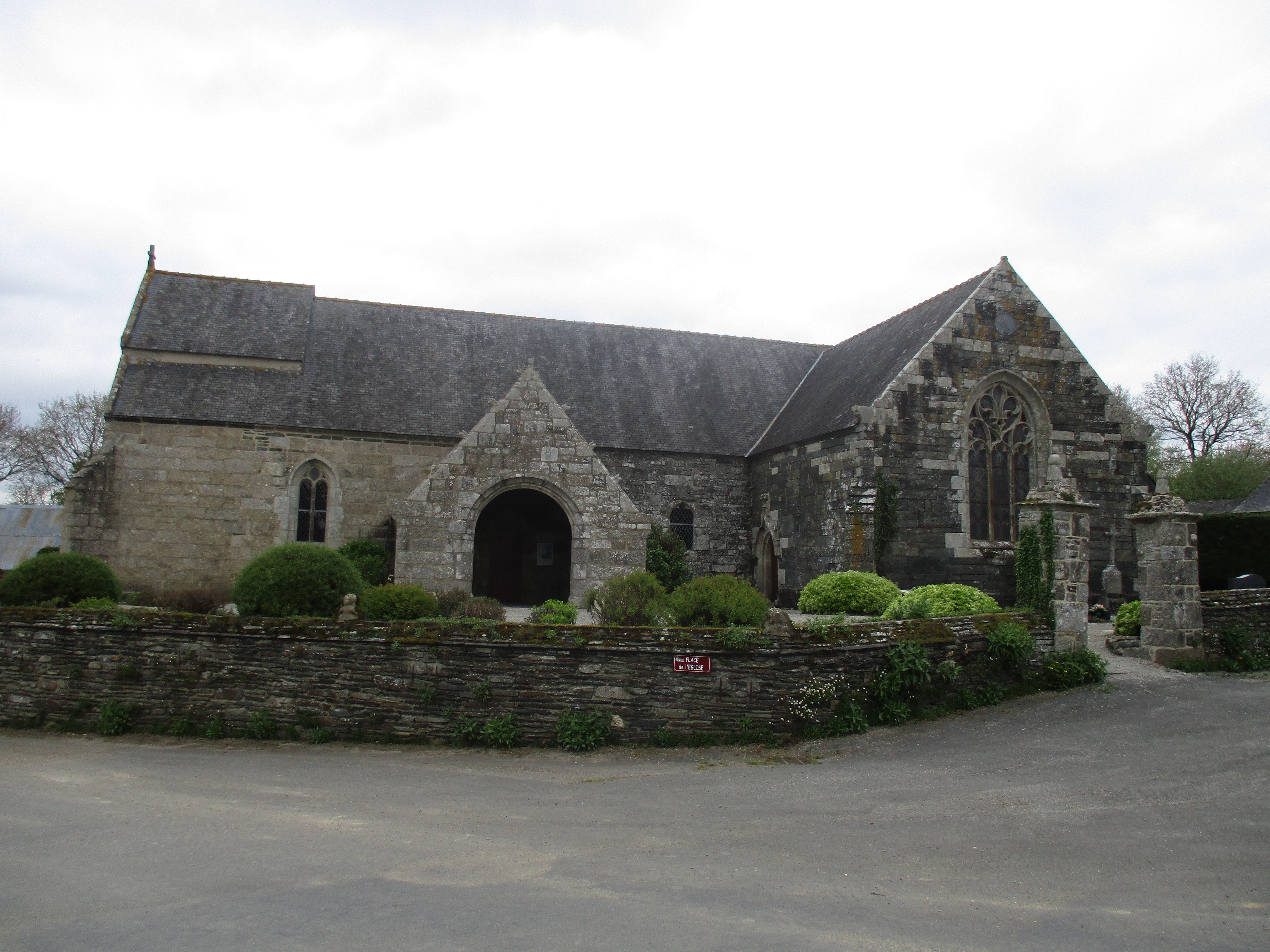
Kirche Saint-Ignace

| Jahr                       | 1851 | 1856 | 1861 | 1872 | 1891 | 1911 | 1921 | 1962 | 1968 | 1975 | 1982 | 1990 | 1999 | 2006 | 2012 |
| Einwohner                  | 800  | 700  | 720  | 668  | 728  | 676  | 610  | 356  | 360  | 352  | 234  | 153  | 151  | 168  | 137  |
| Quellen: Cassini und INSEE |      |      |      |      |      |      |      |      |      |      |      |      |      |      |      |